# Малый Тальник
Малый Тальник — река на полуострове Камчатка в России. Протекает по территории Мильковского района. Длина реки — около 14 км.
Начинается к северу от озера Сево, на северном склоне прибрежного хребта. Течёт в общем северо-западном направлении по местности, покрытой берёзовым лесом. Впадает в реку Сево справа на расстоянии 19 км от её устья между урочищами Кавычинским и У Харемины.
По данным государственного водного реестра России относится к Анадыро-Колымскому бассейновому округу.
- Код водного объекта — 19070000112220000013366[2].